# Aprognathodon platyventris
Aprognathodon platyventris är en fiskart som beskrevs av Böhlke, 1967. Aprognathodon platyventris ingår i släktet Aprognathodon och familjen Ophichthidae. Inga underarter finns listade i Catalogue of Life.